# Semionotiformes
Ordre
Les Semionotiformes sont un ordre éteint de poissons à nageoires rayonnées principalement d'eau douce qui ont vécu du Trias au Crétacé. Son genre type est Semionotus.

## Liste des familles, genres et non-classés
Selon Paleobiology Database (14 octobre 2020) :
- genre Alleiolepis Heller, 1953
- genre Allelepidotus Heller, 1953
- genre Aphelolepis Heller, 1953
- genre Austrolepidotus
- famille Callipurbeckiidae López-Arbarello, 2012
- genre Callopteus
- genre Corunegenys
- genre Enigmatichthys Wade, 1935
- genre Heterostrophus Wagner, 1859
- famille Macrosemiidae Thiollière, 1858
- genre Orthurus  Kner, 1866
- genre Pericentrophorus Jorg, 1969
- genre Plesiolepidotus Schlosser, 1923
- genre Prionopleurus Fischer de Waldheim, 1852
- famille Semionotidae Woodward, 1890
- non-classé Semionotoidei
- genre Serrolepis Quenstedt, 1852
- genre Sinosemionotus Yuan & Koh, 1936
- genre Sphathiurus
- famille Tungusichthyidae Berg, 1941

## Galerie

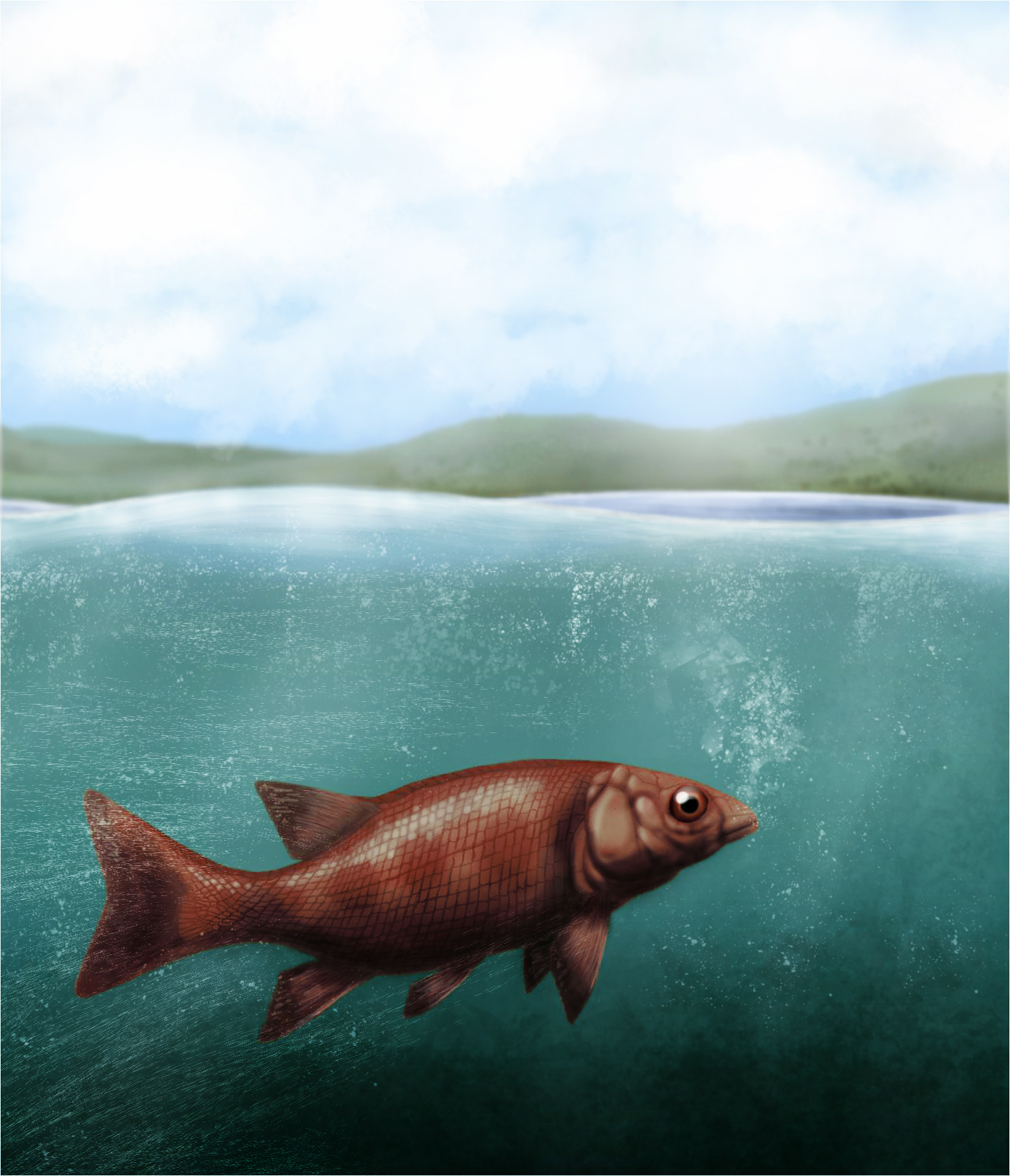
Reconstitution de Semionotus.
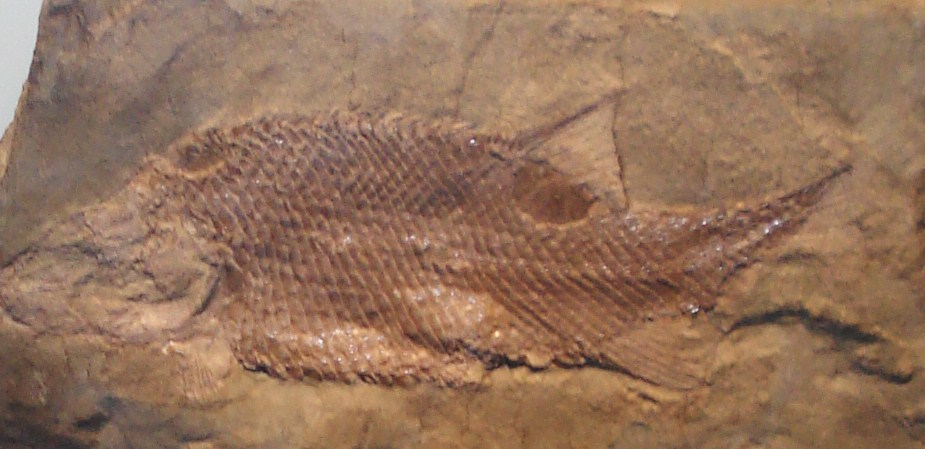
Fossile de Semionotus bergeri.
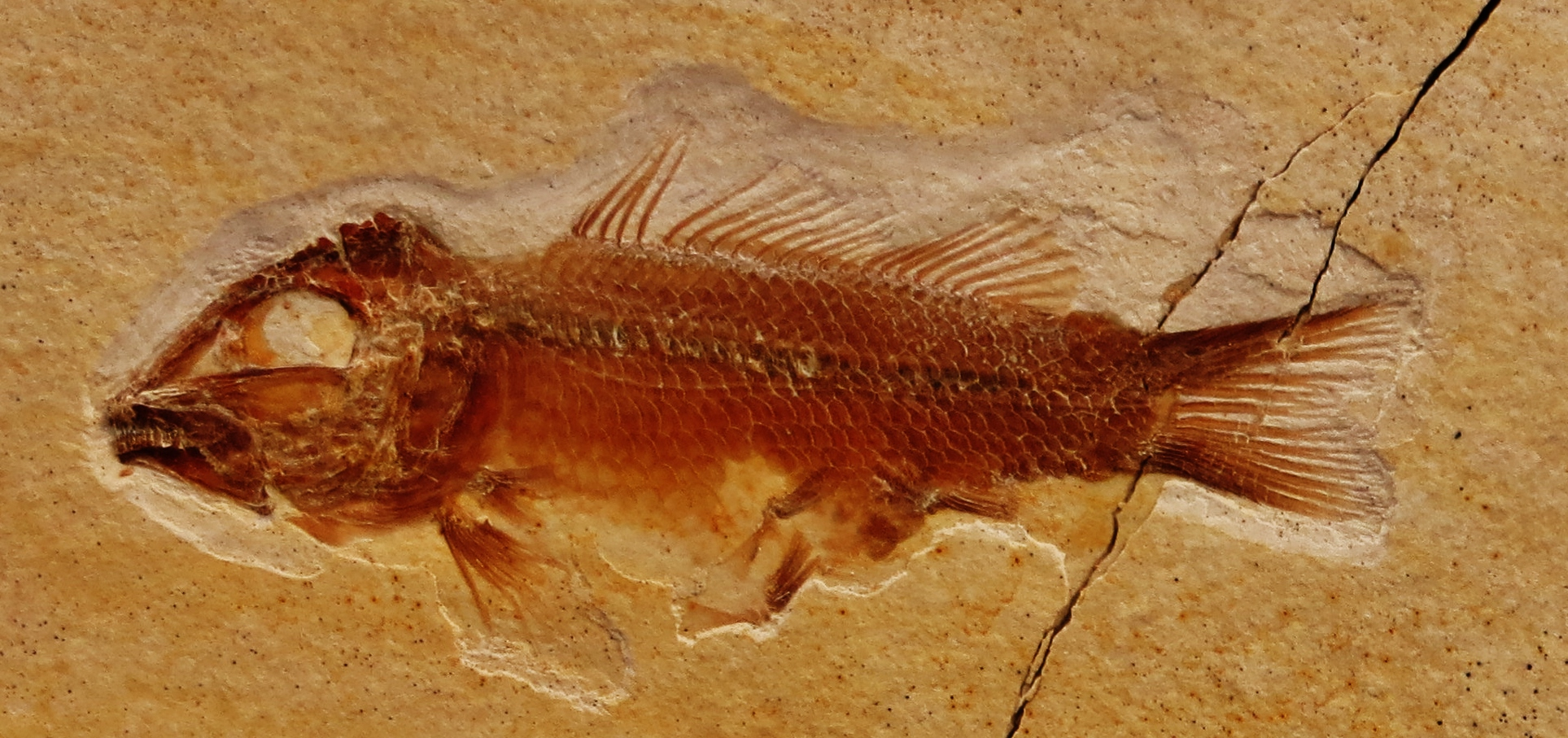
Fossile de Notagogus denticulatus.